# Гаркавий Прокіп Хомич
Прокі́п Хоми́ч Гарка́вий (21 липня 1908, с. Пилява, нині Черкаського району Черкаської області — 1 квітня 1984, м. Одеса) — український радянський селекціонер, академік ВАСГНІЛ (1972), заслужений діяч науки УРСР (1968), Герой Соціалістичної Праці (1971).

## Біографія
Народився 21 липня 1908 року у селі Пилява на Черкащині. Навчався у Маслівській профшколі, а у 1928 році успішно закінчив Маслівський інститут селекції і насінництва імені К. А. Тімірязєва. Його однокурсниками були майбутні академіки — В. М. Ремесло, Ф. Г. Кириченко, М. О. Ольшанський. Член КПРС з 1943 року.
З 1931 року і до кінця життя П. Х. Гаркавий працював у Одеському Всесоюзному селекційно-генетичному інституті. Під керівництвом академіка А. О. Сапєгіна для наукової роботи вибрав саме ячмінь, а у 1947 році, у ВСГІ, очолив відділ селекції цієї культури. У 1971 році, Прохора Хомича обирають головою Координаційної Ради ВАСГНІЛ із селекції ячменю у Радянському Союзі і в країнах РЕВ.
Помер 1 квітня 1984 року. Похований в Одесі.

## Наукова діяльність
П. Х. Гаркавий першим увів у практику селекції ячменю метод складних схрещувань, обґрунтував ефективність гібридизації при виведенні сортів із комплексом цінних господарських ознак. Використовуючи закони генетики, одержував нові сорти, з визначеними якостями.
Найповніше творчий талант дослідника-селекціонера проявився при створенні нової культури для Півдня України – озимого ячменю. Світову славу принесли ученому сорти: Одеський–14, Одеський–17, Оріон, Оксамит. Усього П. Х. Гаркавий вивів 14 сортів озимого і 23 сорти ярого ячменю, якими засівалось 50 млн га посівних площ СРСР. Сорти селекції Гаркавого цінуються і сьогодні.
П. Х. Гаркавий залишив по собі творчу школу науковців-послідовників, серед них – 22 кандидати наук і 2 доктори наук, опублікував понад 150 наукових праць.

## Нагороди
- Золота медаль «Серп і Молот» Героя Соціалістичної Праці (1971);
- Три ордени Леніна;
- Орден Жовтневої Революції;
- Три ордени Трудового Червоного Прапора;
- Орден «Знак Пошани»;
- «Заслужений діяч науки УРСР» (1968);
- Сталінська премія (1949);
- Ленінська премія (1963);
- Державна премія СРСР (1977).

## Пам'ять
У 1987 році ім'я П. Х. Гаркавого присвоєно Маслівському аграрному фаховому коледжу Білоцерківського національного аграрного університету.